# Rugby 7 na Letnich Igrzyskach Olimpijskich 2024 – kwalifikacje kobiet
Kwalifikacje do olimpijskiego turnieju rugby 7 kobiet 2024 miały na celu wyłonienie żeńskich reprezentacji narodowych w rugby 7, które wystąpią w tym turnieju.
Oficjalne ogłoszenie systemu kwalifikacji przez World Rugby nastąpiło na początku kwietnia 2022 roku po zatwierdzeniu przez Międzynarodowy Komitet Olimpijski. Proces kwalifikacji dla zespołów obojga płci był co do zasady taki sam i obejmował jedno miejsce dla gospodarza igrzysk, cztery dla czołowych drużyn światowego cyklu (World Rugby Sevens Series i World Rugby Women’s Sevens Series), sześć dla zwycięzców turniejów eliminacyjnych w każdym z sześciu regionów podlegających WR oraz jedno dla triumfatora światowego turnieju kwalifikacyjnego, w którym wystąpi po dwanaście zespołów wyznaczonych z klucza geograficznego, które do tego czasu nie uzyskają awansu. Regionalne turnieje odbędą się pomiędzy 31 maja a 31 grudnia 2023 roku. W turniejach ostatniej szansy, które odbędą się do 23 czerwca 2024 roku, każdemu z regionów przyznano po dwa miejsca. Jednocześnie World Rugby wprowadziło zastrzeżenie, że w przypadku, gdy kwalifikację z WSS uzyskają dwie północnoamerykańskie żeńskie reprezentacje, nie będzie automatycznego awansu na igrzyska z tego regionu, zaś to miejsce zostanie przekazane dla finalisty światowego turnieju. Podobne zastrzeżenie dodano później w odniesieniu do Oceanii, przy czym zadziałać miało przy awansie trzech żeńskich reprezentacji z tego regionu – co automatycznie wykluczało się z rozwiązaniem dla Ameryki Północnej.

## Zakwalifikowane drużyny
| Kwalifikacja                                  | Data                          | Gospodarz | Miejsca | Zakwalifikowani                                    |
| --------------------------------------------- | ----------------------------- | --------- | ------- | -------------------------------------------------- |
| Gospodarz                                     | –                             | –         | 1       | Francja                                            |
| World Rugby Women’s Sevens Series (2022/2023) | 2 grudnia 2022 - 14 maja 2023 |           | 4       | Nowa Zelandia Australia Stany Zjednoczone Irlandia |
| CONSUR Women’s Sevens 2023                    | 17–18 czerwca 2023            | Urugwaj   | 1       | Brazylia                                           |
| Igrzyska Europejskie 2023                     | 25–27 czerwca 2023            | Polska    | 1       | Wielka Brytania                                    |
| RAN Women’s Sevens 2023                       | 19–20 sierpnia 2023           | Kanada    | 1       | Kanada                                             |
| Mistrzostwa Afryki w Rugby 7 Kobiet 2023      | 14–15 października 2023       | Tunezja   | 1       | Południowa Afryka                                  |
| Mistrzostwa Oceanii 2023                      | 10–12 listopada 2023          | Australia | 1       | Fidżi                                              |
| Azjatycki turniej kwalifikacyjny              | 18–19 listopada 2023          | Japonia   | 1       | Japonia                                            |
| Światowy turniej kwalifikacyjny               | 21–23 czerwca 2024            | Monako    | 1       | Chiny                                              |
| Razem                                         |                               |           | 12      |                                                    |

## Kwalifikacje

### World Rugby Women’s Sevens Series (2022/2023)
Nowozelandki, po zwycięstwach w trzech turniejach i jednym przegranym finale, jako pierwsze zapewniły sobie kwalifikację na igrzyska awansując do półfinału piątych zawodów, w kolejnym turnieju to prawo uzyskały Australia i USA. Stawką ostatniego było dodatkowo piąte miejsce w klasyfikacji generalnej – gwarantujące automatyczny awans do olimpijskiego turnieju – o które rywalizowały Irlandia, Fidżi oraz Wielka Brytania, które dzieliło w niej cztery punkty. Spośród nich najwyżej uplasowała się Irlandia, awansując tym samym na paryskie igrzyska.

### Turnieje kontynentalne

#### Afryka
W turnieju wzięło udział osiem reprezentacji – czołowa piątka poprzedniej edycji, a o pozostałe trzy miejsca na początku lipca został rozegrany turniej eliminacyjny w Lusace. Główne zawody zorganizowano w Tunezji w październiku 2023 roku. Osiem uczestniczących reprezentacji rywalizowało systemem kołowym w ramach dwóch czterozespołowych grup, a czołowe dwójki z obu grup awansowały do półfinałów, pozostałe drużyny walczyły zaś o miejsce piąte. W turnieju triumfowały reprezentantki RPA, pozostałe medalistki – Kenia oraz Uganda – awansowały zaś do światowego turnieju barażowego.

#### Ameryka Południowa
Do rozegranych na Estadio Charrúa w Montevideo zawodów zostało zaproszonych wszystkich dziewięć związków zrzeszonych w Sudamérica Rugby będących jednocześnie pełnymi członkami World Rugby. Do rozgrywek przystąpiło siedem zespołów, które rywalizowały systemem kołowym w ramach jednej grupy. Z kompletem zwycięstw uzyskując tym samym bezpośredni awans na igrzyska w Paryżu triumfowały po raz kolejny Brazylijki, które w całym turnieju straciły jedynie dwanaście punktów, na podium uplasowały się także Argentyna i Paragwaj otrzymując prawo do występu w światowym turnieju kwalifikacyjnym.

#### Ameryka Północna
Pod koniec marca 2023 roku Rugby Americas North przyznał Kanadzie prawa do organizacji zawodów. Na początku maja tego roku ogłoszono natomiast, że w zaplanowanym w dniach 19–20 sierpnia 2023 roku na Starlight Stadium w Langford turnieju weźmie udział sześć zespołów, ostatecznie ich liczba spadła do czterech, a rywalizowały one w pierwszej fazie systemem kołowym w ramach jednej grupy o rozstawienie przed półfinałami. W zawodach – w pięciu meczach tracąc jedynie siedem punktów – triumfowały reprezentantki Kanady kwalifikując się tym samym na LIO 2024, pozostali medaliści – Meksyk oraz Jamajka – awansowali zaś do światowego turnieju barażowego.

#### Azja
W połowie grudnia 2022 roku władze Asia Rugby podjęły decyzję o organizacji kwalifikacji w formie pojedynczego turnieju. Zawody zostały zatem zaplanowane do rozegrania w dniach 18–19 listopada 2023 roku, już po zakończeniu mistrzostw kontynentu. Do turnieju przystąpiło siedem zespołów, które rywalizowały w pierwszej fazie systemem kołowym podzielone na dwie grupy, po czym dwie czołowe z każdej z nich awansowały do półfinałów. Stawką zawodów był bezpośredni awans do turnieju rugby 7 na Letnich Igrzyskach Olimpijskich 2024 dla triumfatora oraz dla kolejnych dwóch zespołów prawo gry w turnieju barażowym. W zawodach triumfowały Japonki kwalifikując się tym samym na LIO 2024, pozostali medaliści – Chiny oraz Hongkong – awansowali zaś do światowego turnieju barażowego.

#### Europa
Dwunastozespołowy turniej kwalifikacyjny został zaplanowany do rozegrania podczas Igrzysk Europejskich 2023 w dniach 25–27 czerwca 2023 roku. Najlepsze w zawodach okazały się reprezentantki Wielkiej Brytanii zyskując bezpośredni awans na igrzyska, pozostałe medale otrzymały Polki i Czeszki, które tym samym awansowały do turnieju barażowego.

#### Oceania
Pod koniec września 2023 roku ogłoszono, że zawody zostaną rozegrane na Ballymore Stadium w Brisbane. Mistrzostwa stanowiły część kwalifikacji do turnieju rugby 7 na Letnich Igrzyskach Olimpijskich 2024 z awansem dla najlepszej dotychczas niezakwalifikowanej reprezentacji oraz udziałem w zawodach barażowych dla dwóch kolejnych. W turnieju wzięło udział dziesięć reprezentacji, które rywalizowały w pierwszej fazie systemem kołowym w ramach trzech grup, a w pierwszej z nich znalazły się drużyny nie biorące udziału w olimpijskich eliminacjach. Dwie czołowe drużyny z czterozespołowych grup B i C awansowały do półfinałów kwalifikacji olimpijskich, a ich zwycięzcy zmierzyli się w walce o bezpośredni awans na igrzyska. Był to jednocześnie jeden z półfinałów całych mistrzostw, w drugim zaś zmierzyły się reprezentacje z grupy A. W finale olimpijskich kwalifikacji Fidżi łatwo pokonało Papuę-Nową Gwineę, te drugie zyskały zaś prawo udziału w światowym turnieju barażowym wraz z reprezentantkami Samoa, którzy uplasowali się na piątej pozycji.

### Światowy turniej kwalifikacyjny
W turnieju ostatniej szansy każdemu z regionów przydzielono po dwa miejsca dla najlepszych zespołów, które nie uzyskały automatycznej kwalifikacji z kontynentalnej eliminacji. Awans na igrzyska uzyska triumfator tych zawodów, a także – w przypadku, gdy kwalifikację z WSS uzyskają dwie północnoamerykańskie żeńskie reprezentacje bądź trzy drużyny z Oceanii – jego finalista. W połowie grudnia 2019 roku World Rugby ogłosił, iż oba turnieje ostatniej szansy odbędą się na stadionie Ludwika II w Monako w dniach 21–23 czerwca 2024 roku. Losowanie grup zostało zaplanowane na 20 kwietnia 2024 roku w Monako, przed nim zespoły zostały podzielone na cztery koszyki i wyłoniło ono trzy czterozespołowe grupy. Harmonogram zawodów opublikowano na początku czerwca 2024 roku, a zaplanowano je do rozegrania w dwunastozespołowej obsadzie. W pierwszej fazie reprezentacje rywalizować miały systemem kołowym podzielone na trzy czterozespołowe grupy, po czym następowała faza pucharowa – po dwie czołowe drużyny z każdej grupy zmierzyły się w półfinałach, którego zwycięzcy walczyli w finale o jedno premiowane awansem na igrzyska miejsce. Tuż przed rozpoczęciem zawodów wycofała się z nich reprezentacja Papui-Nowej Gwinei.
Fazę grupową z kompletem zwycięstw zakończyły Chiny, Kenia i Uganda, dwie pierwsze spotkały się następnie w finale, gdzie górą były znakomicie dysponowane Chinki, zyskując tym samym awans na paryskie igrzyska.